# Malcolm, 2. Earl of Atholl
Malcolm, Earl of Atholl (auch Máel Coluim; † um 1197) war ein schottischer Adliger.
Malcolm entstammte dem Geschlecht der alten Earls of Atholl, das von Máel Muire, einem jüngeren Sohn von König Duncan I. abstammte. Das Earldom Atholl war im 12. Jahrhundert noch nicht feudalisiert, doch entgegen dem traditionellen gälisch-schottischen Erbrecht konnten die Earls den Titel an ihre Söhne vererben. Malcolm war der älteste Sohn von Matad, Earl of Atholl, dem Sohn von Máel Muire. Nach dem Tod seines Vaters zwischen 1139 und 1159 erbte er den Titel Earl of Atholl und den Landbesitz der Familie. Während der Rebellion von Donald Ban Macwilliam in Nordschottland konnte Earl Malcolm 1186 den Rebellen Aed Macheth in Coupar Angus Abbey in einen Hinterhalt locken. Macheth wurde zusammen mit seiner gesamten, etwa 60 Mann starken Streitmacht von den Kriegern aus Atholl getötet.
Malcolm war mindestens zweimal verheiratet. Mit seiner ersten Frau hatte er mindestens einen Sohn, Henry, der sein Erbe wurde. Um 1180 heiratete Malcolm in zweiter Ehe die Witwe von Richard Comyn. Mit ihr hatte er mindestens eine Tochter, die Thomas of Lundie heiratete. Durwards Mutter war möglicherweise eine Tochter aus der zweiten Ehe von Malcolm, Earl of Atholl.